# Zehlendorfer Eiche

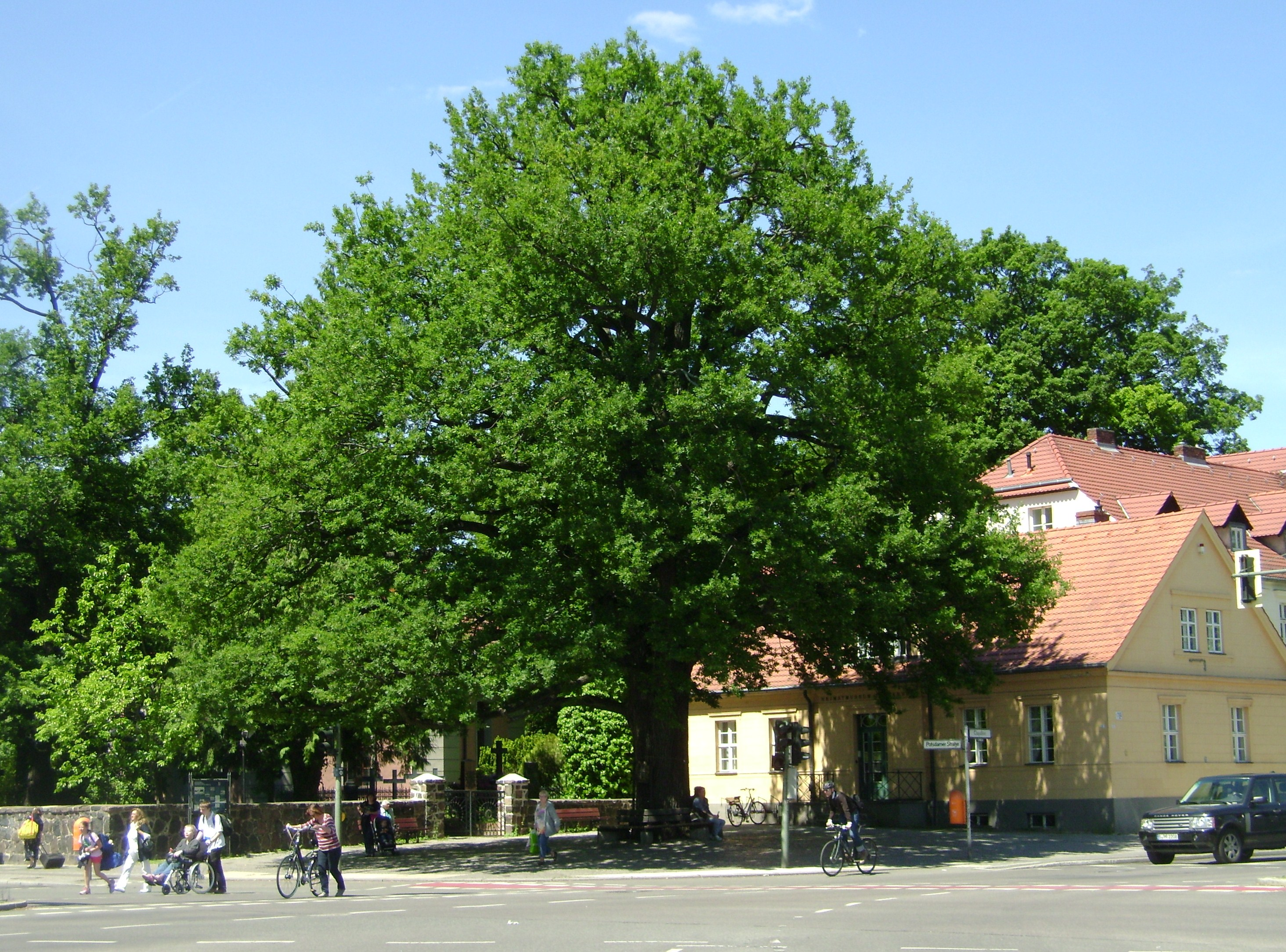
Zehlendorfer Eiche im Sommer, 2013, rechts das Heimatmuseum

Koordinaten: 52° 26′ 7,2″ N, 13° 15′ 36,9″ O
Die Zehlendorfer Eiche (Ausspracheⓘ) ist eine Stieleiche mit weit ausladender Krone im Zentrum des Berliner Ortsteils Zehlendorf.
Sie prägt den Kreuzungsbereich zwischen der Potsdamer und Berliner Straße (B1) sowie der Clayallee (mit Verbindung zum Kurfürstendamm) und dem Teltower Damm (nach Teltow), bedeutenden Hauptstraßen, die dort aufeinandertreffen. Der Baum wurde nach dem Ende des Deutsch-Französischen Krieges am ersten Jahrestag der Schlacht bei Sedan, dem 2. September 1871, als Friedenseiche gepflanzt. Darauf verweist auch eine Bronzetafel an der Südseite des Stammes.
Der Baum ist aus landeskundlichen Gründen als Naturdenkmal Nr. 6-31/B (X-42B) geschützt. Eine rund um den Stamm verlaufende Sitzbank lädt zum Verweilen in seinem Schatten ein. 
Im Sommer 2020 brach ein großer Ast ab. Um die Eiche zu retten, sollte der Bereich um die Eiche entsiegelt werden, um eine Baumscheibe zu schaffen. Die Bank um den Stamm wurde abgebaut.
In unmittelbarer Nähe befinden sich auch das Heimatmuseum Zehlendorf und die Dorfkirche Zehlendorf.